# CR Gokujō Parodius!
CR Gokujō Parodius! (CR極上パロディウス CR Gokujō Parodiusu!?) es la segunda serie de pachinkos de la saga Parodius, que fue desarrollada por Newgin y es una secuela de CR Parodius Da!. Se compone de tres títulos lanzados en el mayo del año 2006:
- CR Gokujō Parodius! LE57 (CR極上パロディウスLE57 CR Gokujō Parodiusu! LE57?) (mayo de 2006)
- CR Gokujō Parodius! LX50 (CR極上パロディウスLX50 CR Gokujō Parodiusu! LX50?) (2006)
- CR Gokujō Parodius! NCE80F (CR極上パロディウスNCE80F CR Gokujō Parodiusu! NCE80F?) (2006)

## Personajes
Estos son los personajes:
- Eliza
- Old Lecher Tako A
- Pingüino Pirata
- Gato Submarino
- Mambo y Samba
- Memim y Sue
- Upa de Bio Miracle Bokkute Upa
- Vic Viper de Gradius
- Toby de Sexy Parodius
- Capitán Kebab
- Mr. Glory Past
- Takosuke Jr.
- Koitsu
- Old Lecher Tako A
- Anna Barbowa
- Hikaru y Akane
- Mike
- Belial
- Michael
- Pentarou
- El Barco de Batalla de Moai
- TwinBee
- Hanako
- Tarika